# Nancy Priddy
Nancy Jeanne Priddy (* 22. Januar 1941 in South Bend, Indiana, Vereinigte Staaten) ist eine US-amerikanische Sängerin und Schauspielerin.

## Leben
Priddy ist Tochter von Carl Clarence Priddy (1903–1965) und dessen Frau Katherine Iona (geb. Driggs, 1908–1997). Sie studierte Freie Kunst am Oberlin College in Ohio, ging später von der Northwestern School of Drama ab und zog dann nach Greenwich Village.
1961 und 1962 nahm Priddy in den Sommermonaten als Mitglied der Party-Liners an musikalischen Revues im Peninsula Players Theater in Fish Creek (Wisconsin) teil. Anschließend war sie neben Lefty Baker, Norris O’Neill, Robert Hider und Vilma Vaccaro Mitglied der Folk-Gruppe The Bitter End Singers, mit denen sie 1964 bei Mercury Records das Album Discover the Bitter End Singers veröffentlichte.
1967 steuerte sie Begleitgesang für Leonard Cohens Debütalbum Songs of Leonard Cohen (Produktion: John Simon) bei. Im gleichen Jahr war sie auch auf Mort Garsons Konzeptalbum The Zodiac: Cosmic Sounds zu hören.
1968 erschien ihr von Phil Ramone produziertes erstes Solo-Album You’ve Come This Way Before, welches von Billboard als „kleiner Klassiker des Psychedelic Folk“ bezeichnet wurde. Arrangeur und Aufnahmeleiter des Albums war Manny Albam. Das Album-Design stammte von Christopher Whorf, der später auch die Albumhülle für John Lennons Double Fantasy (1980) entwarf. Das Schlagzeug spielte Bernard Purdie.
Ende der 1960er war Priddy kurzzeitig mit Stephen Stills zusammen und wurde zu dessen Inspiration für das Buffalo-Springfield-Stück Pretty Girl Why. Am 10. November 1970 heiratete sie den Musikmanager und -produzenten Robert William Applegate († 2025), mit dem sie 1971 eine Tochter bekam, die Schauspielerin Christina Applegate. Die Ehe wurde 1979 geschieden.
In den 1970er und 1980er Jahren war Nancy Priddy hauptsächlich als Seriendarstellerin im US-Fernsehen aktiv. Später trat sie in zwei Filmen ihrer Tochter als deren Filmmutter auf, Super süß und super sexy (2002) und Bad Moms (2016). In den 2000ern erschienen noch zwei selbstveröffentlichte Alben.

## Diskografie

### Studioalben
- 1964: Discover the Bitter End Singers (Mercury Records MG 20986; mit den Bitter End Singers)
- 1968: You’ve Come This Way Before (Dot Records DLP 25893)
- 2008: Christina’s Carousel (Monte’s Moolah Music)
- 2010: Can We Talk About It? (Monte’s Moolah Music)

### Singles
- 1968: You’ve Come This Way Before / Ebony Glass (Dot Records 45-17164)
- 1968: Take Care of My Brother / Feelings (Dot Records 7350)
- 2000: Mama’s Jam (Gimme That Sound) / So Damn Cool (Monte’s Moolah Music)

## Filmografie

### Fernsehserien
- 1970: Mayberry R.F.D. (Folge „Goober, the Housekeeper“)
- 1970–1971: Verliebt in eine Hexe (zwei Folgen)
- 1971–1974: Medical Center (drei Folgen)
- 1972–1973: Cannon (zwei Folgen)
- 1973–1978: Barnaby Jones (drei Folgen)
- 1974: Make-up und Pistolen (Folge „The End Game“)
- 1978: Die Waltons (Folge „The Return“)
- 1979: Quincy (Folge „A Question of Habit“)
- 1979: The Ropers (Folge „Opportunity Knocks“)
- 1986: Schatten der Leidenschaft (zwei Folgen)
- 1986: California Clan (eine Folge)
- 1986: Divorce Court (Folge „Wheelwright vs. Wheelwright“)
- 1987: Ein Engel auf Erden (Folge „Wally“)
- 1987: Matlock (Folge „The Network“)
- 1988: Golden Girls (Folge „Scared Straight“)
- 1989: Eine schrecklich nette Familie (Folge „Oh, What a Feeling“)
- 1990: Dallas (zwei Folgen)
- 1992: Eine starke Familie (Folge „Beauty Contest“)

### Filme
- 1972: Short Walk to Daylight
- 1980: Die Aliens Kommen (The Aliens Are Coming)
- 1980: Rodeo Girl
- 1982: King Kobra (Jaws of Satan)
- 2002: Super süß und super sexy (The Sweetest Thing)
- 2016: Bad Moms